# Coupe d'Écosse de football 2009-2010
Navigation
2008-2009 2010-2011
La Coupe d'Écosse de football 2009-2010 est la 125e édition de la Coupe d'Écosse de football. Elle est remportée par l'équipe de Dundee United qui bat Ross County en finale 3 buts à 0.

## Calendrier de l'épreuve
| Tour             | Date des premiers matchs               | Rencontres | Rencontres | Clubs   |
| Tour             | Date des premiers matchs               | Joués      | Rejoués    | Clubs   |
| ---------------- | -------------------------------------- | ---------- | ---------- | ------- |
| Premier tour     | 26 septembre 2009                      | 17         | 4          | 81 → 64 |
| Deuxième tour    | 24 octobre 2009                        | 16         | 3          | 64 → 48 |
| Troisième tour   | 28 novembre 2009                       | 16         | 4          | 48 → 32 |
| Quatrième tour   | 9 janvier 2010                         | 16         | 4          | 32 → 16 |
| Cinquième tour   | 6 février 2010                         | 8          | 2          | 16 → 80 |
| Quarts de finale | 13 mars 2010                           | 4          | 2          | 8 → 4   |
| Demi-finales     | 10-11 avril 2010 (ou week-end suivant) | 2          | N/A        | 4 → 2   |
| Finale           | 15 mai 2010                            | 1          | N/A        | 2 → 1   |

Du premier tour au quarts de finale, les matchs se terminant sur un score nul sont rejoués. Par contre, en demi-finale et en finale, il y a prolongation et éventuelles séances de tirs au but en cas d'égalité à l'issue du temps réglementaire.

## Premier tour
| Équipe accueillant      | Score | Équipe visiteuse         |
| ----------------------- | ----- | ------------------------ |
| Selkirk                 | 3-0   | Preston Athletic         |
| Clachnacuddin           | 2-2   | Wick Academy             |
| Auchinleck Talbot       | 7-0   | Fort William             |
| Nairn County            | 5-2   | Golspie Sutherland       |
| Édimbourg University    | 0-3   | Vale of Leithen          |
| Inverurie Loco Works    | 5-0   | Saint Cuthbert Wanderers |
| Coldstream              | 1-5   | Édimbourg City           |
| Brora Rangers           | 0-2   | Irvine Meadow XI         |
| Buckie Thistle          | 0-0   | Forres Mechanics         |
| Whitehill Welfare       | 1-1   | Wigtown & Bladnoch       |
| Fraserburgh             | 1-1   | Bonnyrigg Rose Athletic  |
| Glasgow University      | 1-4   | Girvan                   |
| Lossiemouth             | 4-1   | Newton Stewart           |
| Rothes                  | 1-5   | Banks O' Dee             |
| Civil Service Strollers | 1-0   | Gala Fairydean           |
| Hawick Royal Albert     | 0-7   | Huntly                   |
| Dalbeattie Star         | 2-4   | Keith                    |

### Matchs rejoués
| Équipe accueillant      | Score      | Équipe visiteuse  |
| ----------------------- | ---------- | ----------------- |
| Forres Mechanics        | 1-4 (pén.) | Buckie Thistle    |
| Wigtown & Bladnoch      | 0-3        | Whitehill Welfare |
| Bonnyrigg Rose Athletic | 1-2        | Fraserburgh       |
| Wick Academy            | 2-1        | Clachnacuddin     |

## Deuxième tour
| Équipe accueillant      | Score | Équipe visiteuse     |
| ----------------------- | ----- | -------------------- |
| Queen's Park            | 1–3   | Livingston           |
| Nairn County            | 2–4   | Elgin City           |
| Fraserburgh             | 1–4   | Spartans             |
| Deveronvale             | 2–2   | Buckie Thistle       |
| Whitehill Welfare       | 1–1   | Threave Rovers       |
| Inverurie Loco Works    | 2–1   | Stranraer            |
| Vale of Leithen         | 1–3   | Keith                |
| Forfar Athletic         | 4–2   | East Stirlingshire   |
| Cove Rangers            | 2–1   | Annan Athletic       |
| Selkirk                 | 0–3   | Irvine Meadow XI     |
| Girvan                  | 1–4   | Wick Academy         |
| Lossiemouth             | 0–2   | Albion Rovers        |
| Édimbourg City          | 5–1   | Burntisland Shipyard |
| Banks O' Dee            | 0–3   | Montrose             |
| Huntly                  | 1–1   | Auchinleck Talbot    |
| Civil Service Strollers | 1–2   | Berwick Rangers      |

### Matchs rejoués
| Équipe accueillant | Score       | Équipe visiteuse  |
| ------------------ | ----------- | ----------------- |
| Auchinleck Talbot  | 4-3         | Huntly            |
| Buckie Thistle     | 1-3 (prol.) | Deveronvale       |
| Threave Rovers     | 1-0         | Whitehill Welfare |

## Troisième tour
| Équipe accueillant | Score | Équipe visiteuse     |
| ------------------ | ----- | -------------------- |
| Airdrie United     | 4–0   | Queen of the South   |
| Ross County        | 5–1   | Berwick Rangers      |
| Threave Rovers     | 1–2   | Inverurie Loco Works |
| Deveronvale        | 0–1   | Ayr United           |
| Cowdenbeath        | 0–0   | Alloa Athletic       |
| Albion Rovers      | 1–0   | Elgin City           |
| Stirling Albion    | 2–1   | Auchinleck Talbot    |
| Irvine Meadow XI   | 1–0   | Arbroath             |
| Édimbourg City     | 3–1   | Keith                |
| Wick Academy       | 4–4   | Brechin City         |
| Greenock Morton    | 0–0   | Dumbarton            |
| Montrose           | 2–1   | East Fife            |
| Raith Rovers       | 0–0   | Peterhead            |
| Spartans           | 0–1   | Forfar Athletic      |
| Stenhousemuir      | 5–0   | Cove Rangers         |
| Clyde              | 1–1   | Livingston           |

### Matchs rejoués
| Équipe accueillant | Score | Équipe visiteuse |
| ------------------ | ----- | ---------------- |
| Peterhead          | 1-4   | Raith Rovers     |
| Dumbarton          | 0-1   | Greenock Morton  |
| Brechin City       | 4-2   | Wick Academy     |
| Alloa Athletic     | 1-0   | Cowdenbeath      |
| Livingston         | 7-1   | Clyde            |

## Quatrième tour
| Équipe accueillant   | Score | Équipe visiteuse     |
| -------------------- | ----- | -------------------- |
| Inverness            | 2–0   | Motherwell           |
| Hamilton Academical  | 3–3   | Rangers              |
| Greenock Morton      | 0–1   | Celtic               |
| Hibernian            | 3–0   | Irvine Meadow XI     |
| Saint Mirren         | 3–1   | Alloa Athletic       |
| Raith Rovers         | 1–1   | Airdrie United       |
| Dunfermline Athletic | 7–1   | Stenhousemuir        |
| Forfar Athletic      | 0–3   | Saint Johnstone      |
| Livingston           | 0–1   | Dundee               |
| Albion Rovers        | 0–0   | Stirling Albion      |
| Aberdeen             | 2–0   | Heart of Midlothian  |
| Édimbourg City       | 1–3   | Montrose             |
| Partick Thistle      | 0–2   | Dundee United        |
| Ross County          | 4–0   | Inverurie Loco Works |
| Ayr United           | 1–0   | Brechin City         |
| Kilmarnock           | 1–0   | Falkirk              |

### Matchs rejoués
| Équipe accueillant | Score       | Équipe visiteuse     |
| ------------------ | ----------- | -------------------- |
| Airdrie United     | 1-3         | Raith Rovers         |
| Rangers            | 2-0 (prol.) | Hamilton Academical  |
| Stenhousemuir      | 1-2 (prol.) | Dunfermline Athletic |
| Stirling Albion    | 3-1         | Albion Rovers        |

## Cinquième tour
| Équipe accueillant   | Score | Équipe visiteuse |
| -------------------- | ----- | ---------------- |
| Dunfermline Athletic | 2–4   | Celtic           |
| Saint Johnstone      | 0–1   | Dundee United    |
| Hibernian            | 5–1   | Montrose         |
| Dundee               | 2–1   | Ayr United       |
| Raith Rovers         | 1–1   | Aberdeen         |
| Kilmarnock           | 3–0   | Inverness        |
| Saint Mirren         | 0–0   | Rangers          |
| Ross County          | 9–0   | Stirling Albion  |

### Matchs rejoués
| Équipe accueillant | Score | Équipe visiteuse |
| ------------------ | ----- | ---------------- |
| Rangers            | 1-0   | Saint Mirren     |
| Aberdeen           | 0-1   | Raith Rovers     |

## Quarts de finale
| Équipe accueillant | Score | Équipe visiteuse |
| ------------------ | ----- | ---------------- |
| Rangers            | 3–3   | Dundee United    |
| Hibernian          | 2–2   | Ross County      |
| Kilmarnock         | 0–3   | Celtic           |
| Dundee             | 1–2   | Raith Rovers     |

### Matchs rejoués
| Équipe accueillant | Score | Équipe visiteuse |
| ------------------ | ----- | ---------------- |
| Ross County        | 2-1   | Hibernian        |
| Dundee United      | 1-0   | Rangers          |

## Demi-finales
| Équipe accueillant | Score | Équipe visiteuse |
| ------------------ | ----- | ---------------- |
| Celtic             | 0–2   | Ross County      |
| Dundee United      | 2–0   | Raith Rovers     |

## Finale
| Équipe accueillant | Score | Équipe visiteuse |
| ------------------ | ----- | ---------------- |
| Ross County        | 0–3   | Dundee United    |